# Општина Драганешти-Влашка (Телеорман)
Драганешти-Влашка (рум. Drăgăneşti-Vlaşca) општина је у Румунији у округу Телеорман.
Oпштина се налази на надморској висини од 88 m.